# Örsjö göl
Örsjö göl är en sjö i Nybro kommun i Småland och ingår i Hagbyåns huvudavrinningsområde. Sjön har en area på 0,189 kvadratkilometer och ligger 108,5 meter över havet.

## Delavrinningsområde
Örsjö göl ingår i det delavrinningsområde (628468-149688) som SMHI kallar för Utloppet av Örsjösjön. Medelhöjden är 138 meter över havet och ytan är 15,52 kvadratkilometer. Räknas de 8 avrinningsområdena uppströms in blir den ackumulerade arean 145,22 kvadratkilometer. Avrinningsområdets utflöde Hagbyån (Örsjöån) mynnar i havet. Avrinningsområdet består mestadels av skog (72 %). Avrinningsområdet har 1,05 kvadratkilometer vattenytor vilket ger det en sjöprocent på 6,7 %. Bebyggelsen i området täcker en yta av 0,58 kvadratkilometer eller 4 % av avrinningsområdet.